# Cetea (Borod)
Cetea je desni pritok rijeke Borod u Rumunjskoj. Izvore u mjestu Cetea, a u Borod se ulijeva u Borozelu. Duljina joj je 11 km, a površina porječja 20 km2.